# (32109) 2000 KQ70
2000 KQ70 (asteroide 32109) é um asteroide da cintura principal. Possui uma excentricidade de 0.17312820 e uma inclinação de 4.51841º.
Este asteroide foi descoberto no dia 28 de maio de 2000 por LONEOS em Anderson Mesa.